# 大熊座ι
大熊座ι，又名BD+48 1707，HD 76644、SAO 42630、HR 3569，是大熊座的一颗恒星，视星等为3.14，位于銀經171.51，銀緯40.84，其B1900.0坐标为赤經8h 52m 21.8s，赤緯+48° 40.84′ 4″。